# 蒂珀卡努的詛咒
蒂珀卡努的詛咒（英語：Curse of Tippecanoe），又稱「特库姆塞的詛咒」（Tecumseh's Curse）、20年诅咒（20-year Curse）、尾数为0年诅咒（Zero Curse），是據說引致在20的整數倍的年份當選的美国总统會在任期內死亡的詛咒。該詛咒自1840年至1980年間一直持續，其後未再發生。

## 傳說
根據傳說：1811年，時任將軍威廉·亨利·哈里森率領的軍隊在蒂珀卡努战役中一舉擊潰了著名的印第安人肖尼族首領特库姆塞和他的軍隊，並且屠杀了印第安人。1813年，特庫姆塞在泰晤士河戰役中被殺，其弟弟滕斯克瓦塔瓦因此預言每隔20年，必將有一個美國總統死在自己的任期內，雖然據說當時特庫姆塞其實是被理查德·门特·约翰逊所射死。
此詛咒至罗纳德·里根才被破除（見雷根遇刺案）。

## 受詛咒者以及可能受詛咒者
在1840年至1960年當選的總統間，每20年便有總統死於任上。
| 民主党 辉格党 共和党 | 民主党 辉格党 共和党 | 民主党 辉格党 共和党     | 民主党 辉格党 共和党 | 民主党 辉格党 共和党     | 民主党 辉格党 共和党 | 民主党 辉格党 共和党        |
| -------------------- | -------------------- | ------------------------ | -------------------- | ------------------------ | -------------------- | --------------------------- |
| 當選年份             | 總統                 | 總統                     | 死亡時的任期屆數     | 20年詛咒當選時的任期屆數 | 死亡原因             | 死亡日期                    |
| 1840                 |                      | 威廉·亨利·哈里森         | 1                    | 1                        | 肺炎                 | 1841年4月4日                |
| 1860                 |                      | 亚伯拉罕·林肯            | 2                    | 1                        | 遇刺                 | 1865年4月15日               |
| 1880                 |                      | 詹姆斯·艾布拉姆·加菲尔德 | 1                    | 1                        | 遇刺                 | 1881年9月19日               |
| 1900                 |                      | 威廉·麦金莱              | 2                    | 2                        | 遇刺                 | 1901年9月14日               |
| 1920                 |                      | 沃伦·加梅利尔·哈定       | 1                    | 1                        | 心臟病               | 1923年8月2日                |
| 1940                 |                      | 富兰克林·德拉诺·罗斯福   | 4                    | 3                        | 腦出血               | 1945年4月12日               |
| 1960                 |                      | 约翰·肯尼迪              | 1                    | 1                        | 遇刺                 | 1963年11月22日              |
| 1980                 |                      | 罗纳德·里根              | 不適用               | 1                        | 肺炎                 | 2004年6月5日 （非死于任內） |
| 2000                 |                      | 乔治·沃克·布什           | 不適用               | 1                        | 在世                 | 在世                        |
| 2020                 |                      | 乔·拜登                  | 不適用               | 1                        | 在世                 | 在世                        |

而總統扎卡里·泰勒也於任期內死去，但年份不在該詛咒的20年週期。他於1848年當選，1850年逝世。
1980年当选的總統罗纳德·里根是首名逃過詛咒的總統，他於1981年3月30日逃過刺客的行刺，刺客的子弹距他的心脏只有毫厘差距。里根於1989年安然卸任，於2004年去世，享耆壽93歲。
2000年当选的總統乔治·沃克·布什於2005年於格魯吉亞訪問時，躲過一名格魯吉亞人的企圖行刺。
事實上，自理查德·尼克松總統起，每位時任總統均遇過最少一次企圖行刺的計劃，使該詛咒的可信性大挫。